# Filmografia actriței Audrey Hepburn
Aceasta este filmografia actriței Audrey Hepburn.

## Filme

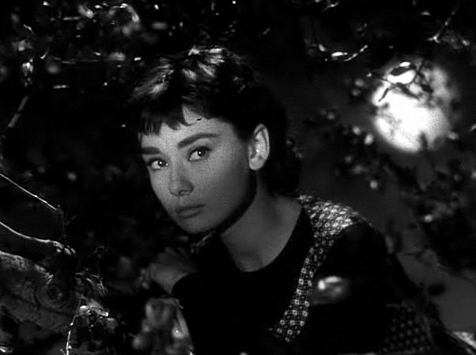
Hepburn in Sabrina (1954)

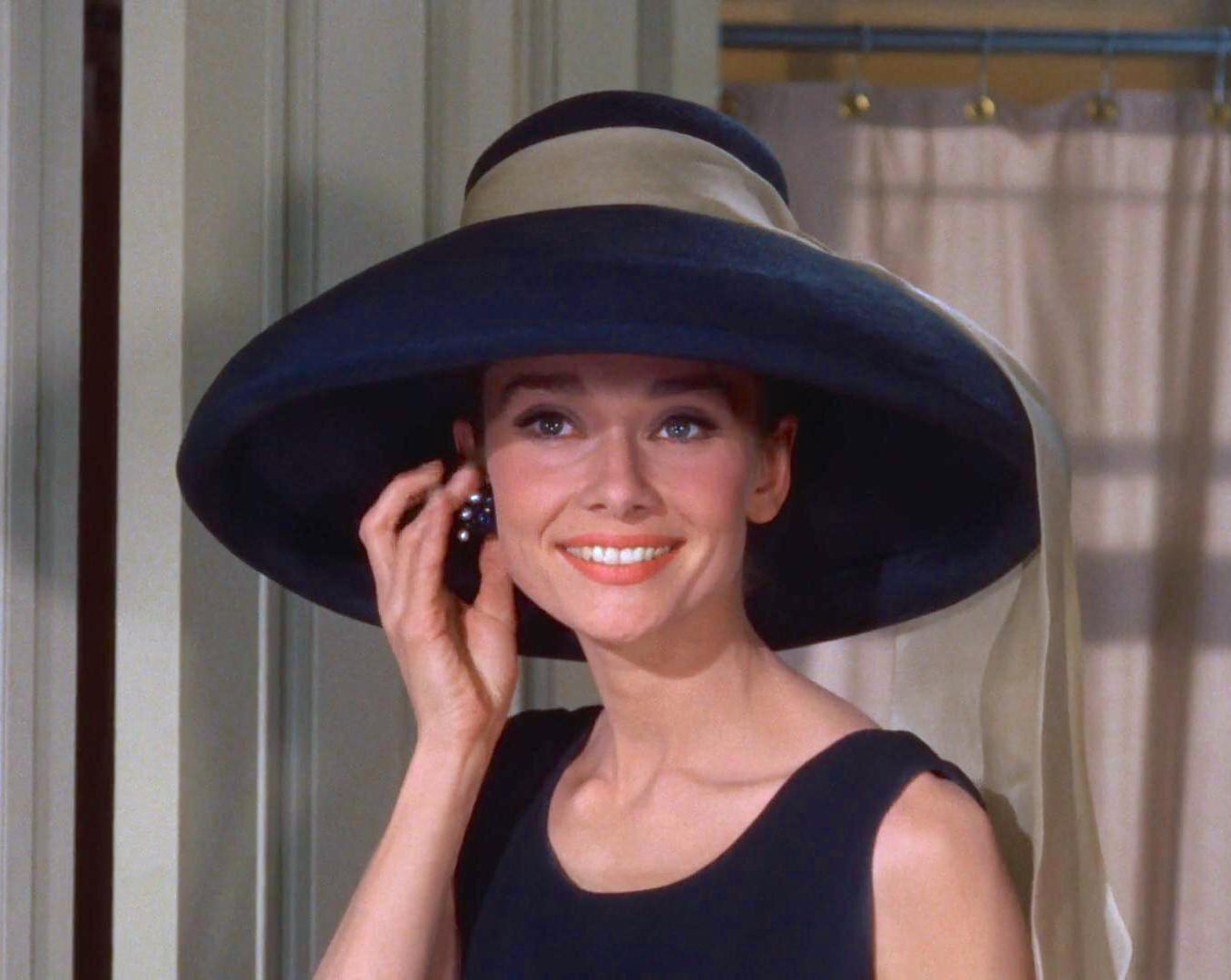
Hepburn în Breakfast at Tiffany's (1961)

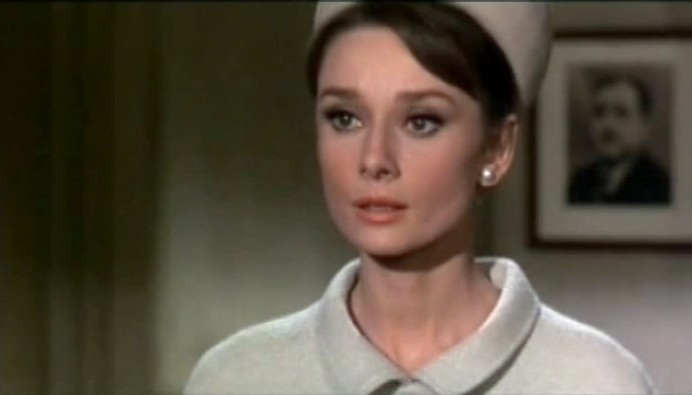
Hepburn în Charade (1963)

| An   | Titlu                  | Rol                                                          | Note                                                   |
| ---- | ---------------------- | ------------------------------------------------------------ | ------------------------------------------------------ |
| 1948 | Dutch in Seven Lessons | Stewardesă KLM                                               | neerlandeză Nederlands in Zeven Lessen                 |
| 1951 | One Wild Oat           | Recepționeră hotel                                           |                                                        |
| 1951 | Young Wives' Tale      | Eve Lester                                                   |                                                        |
| 1951 | Laughter in Paradise   | Frieda, fata cu țigara                                       |                                                        |
| 1951 | The Lavender Hill Mob  | Chiquita                                                     |                                                        |
| 1952 | Secret People          | Nora Brentano                                                |                                                        |
| 1952 | Monte Carlo Baby       | Linda Farell (Melissa Walter în versiunea în limba franceză) | Versiunea franceză intitulată Nous irons à Monte Carlo |
| 1953 | Roman Holiday          | Princess Ann                                                 | A câștigat Premiul Oscar pentru cea mai bună actriță   |
| 1954 | Sabrina                | Sabrina Fairchild                                            |                                                        |
| 1956 | War and Peace          | Natasha Rostova                                              |                                                        |
| 1957 | Love in the Afternoon  | Ariane Chavasse / fata subțire                               |                                                        |
| 1957 | Funny Face             | Jo Stockton                                                  |                                                        |
| 1959 | Green Mansions         | Rima                                                         |                                                        |
| 1959 | The Nun's Story        | Sister Luke (Gabrielle van der Mal)                          |                                                        |
| 1960 | The Unforgiven         | Rachel Zachary                                               | Singurul ei film western în care a jucat               |
| 1961 | Breakfast at Tiffany's | Holly Golightly                                              |                                                        |
| 1961 | The Children's Hour    | Karen Wright                                                 |                                                        |
| 1963 | Charade                | Regina "Reggie" Lampert                                      |                                                        |
| 1964 | Paris When It Sizzles  | Gabrielle Simpson / Gaby                                     |                                                        |
| 1964 | My Fair Lady           | Eliza Doolittle                                              |                                                        |
| 1966 | How to Steal a Million | Nicole Bonnet                                                |                                                        |
| 1967 | Two for the Road       | Joanna Wallace                                               |                                                        |
| 1967 | Wait Until Dark        | Susy Hendrix                                                 |                                                        |
| 1976 | Robin and Marian       | Lady Marian                                                  |                                                        |
| 1979 | Bloodline              | Elizabeth Roffe                                              | Her only R-rated film                                  |
| 1981 | They All Laughed       | Angela Niotes                                                |                                                        |
| 1989 | Always                 | Hap                                                          | Cameo                                                  |

## Televiziune
| An   | Titlu                                    | Rol                     | Note                                       |
| ---- | ---------------------------------------- | ----------------------- | ------------------------------------------ |
| 1951 | Sunday Night Theatre                     | Celia                   | Episodul: "The Silent Village"             |
| 1952 | CBS Television Workshop                  | În rolul său            | Episodul: "Rainy Day at Paradise Junction" |
| 1957 | Mayerling                                | Maria Vetsera           | Film TV                                    |
| 1987 | Love Among Thieves                       | Baroness Caroline DuLac | Film TV                                    |
| 1993 | Gardens of the World with Audrey Hepburn | În rolul său            |                                            |
| 1993 | Audrey Hepburn: In Her Own Words         | În rolul său            | Documentar                                 |

## Teatru
| An        | Titlu             | Rol             | Teatru              | Notes                                                                                            |
| --------- | ----------------- | --------------- | ------------------- | ------------------------------------------------------------------------------------------------ |
| 1948–1949 | High Button Shoes | Fata din cor    | London Hippodrome   | Premiera 22 decembrie 1948 - 291 de apariții                                                     |
| 1949      | Sauce Tartare     | Fata din cor    | Cambridge Theatre   | Premiera 18 May 1949                                                                             |
| 1950      | Sauce Piquante    | Featured player | Cambridge Theatre   | Premiera 27 aprilie 1950                                                                         |
| 1951–1952 | Gigi              | Gigi            | Fulton Theatre      | 24 nov. 1951 – 31 mai 1952                                                                       |
| 1952–1953 | Gigi              | Gigi            | Diferite            | Tur SUA; Premiera 13 oct. 1952 în Pittsburgh; închiderea stagiunii 16 mai 1953 în San Franscisco |
| 1954      | Ondine            | Ondine          | 46th Street Theatre | Premiera 18 februarie 1954; închiderea stagiunii 26 iunie 1954                                   |